# Dalkey Islands SPA
Dalkey Islands SPA este o arie protejată (arie de protecție specială avifaunistică — SPA) din Irlanda întinsă pe o suprafață de 83,04 ha, integral pe uscat.

## Localizare
Centrul sitului Dalkey Islands SPA este situat la coordonatele 53°16′27″N 6°05′12″W / 53.27415°N 6.086641°V.

## Înființare
Situl Dalkey Islands SPA a fost declarat arie de protecție specială avifaunistică în octombrie 2009 pentru a proteja 3 specii de animale.

## Biodiversitate
Situată în ecoregiunea atlantică, aria protejată nu include niciun habitat protejat.
La baza desemnării sitului se află mai multe specii protejate de  păsări (3): Sterna dougallii, chiră de baltă (Sterna hirundo), Sterna paradisaea.
Pe lângă speciile protejate, pe teritoriul sitului au mai fost identificate 1 specie de păsări.